# Eoophyla scioxantha
Eoophyla scioxantha là một loài bướm đêm trong họ Crambidae.